# Landelijk kampioenschap amateurvoetbal 2001/02
In het landelijk amateurkampioenschap voetbal van 2001/02 maakten de zes Hoofdklassekampioenen uit wie zich de beste amateurclub van het land mag noemen. De kampioenen van de Zaterdag Hoofdklasse A, B en C spelen in een competitie van 4 speelronden, net als de kampioenen van de Zondag Hoofdklasse A, B en C. Vervolgens werd de finale over twee wedstrijden gespeeld tussen de zaterdag- en zondagkampioen. AGOVV won van SV Huizen en werd landskampioen van het amateurvoetbal.

## Kampioenschap Zaterdag

### Teams
| Klasse | Club      |
| ------ | --------- |
| A      | ASWH      |
| B      | SV Huizen |
| C      | ACV       |

### Eindstand
| # | Club      | Ges | W | G | V | Pnt | DV | DT | DS |
| - | --------- | --- | - | - | - | --- | -- | -- | -- |
| 1 | SV Huizen | 4   | 3 | 1 | 0 | 10  | 5  | 2  | +3 |
| 2 | ASWH      | 4   | 2 | 0 | 2 | 6   | 6  | 3  | +3 |
| 3 | ACV       | 4   | 0 | 1 | 3 | 1   | 1  | 7  | −6 |

## Kampioenschap Zondag

### Teams
| Klasse | Club      |
| ------ | --------- |
| A      | Hollandia |
| B      | UDI '19   |
| C      | AGOVV     |

### Eindstand
| # | Club      | Ges | W | G | V | Pnt | DV | DT | DS |
| - | --------- | --- | - | - | - | --- | -- | -- | -- |
| 1 | AGOVV     | 4   | 3 | 1 | 0 | 10  | 12 | 3  | +9 |
| 2 | UDI '19   | 4   | 1 | 1 | 2 | 4   | 4  | 10 | −6 |
| 3 | Hollandia | 4   | 0 | 2 | 2 | 2   | 3  | 6  | −3 |

## Algeheel kampioenschap
| 15 juni 2002 |     |       |
| SV Huizen    | 1-1 | AGOVV |

| 22 juni 2002 |     |           |
| AGOVV        | 2-1 | SV Huizen |

|                |
| Kampioen AGOVV |

1983/84 · 1984/85 · 1985/86 · 1986/87 · 1987/88 · 1988/89 · 1989/90 · 1990/91 · 1991/92 · 1992/93 · 1993/94 · 1994/95 · 1995/96 · 1996/97 · 1997/98 · 1998/99 · 1999/00 · 2000/01 · 2001/02 · 2002/03 · 2003/04 · 2004/05 · 2005/06 · 2006/07 · 2007/08 · 2008/09 · 2009/10 · 2010/11 · 2011/12 · 2012/13 · 2013/14 · 2014/15 · 2015/16